# Coincya
Coincya là chi thực vật có hoa trong họ Cải.